# Institut d'études politiques de Paris
L'Institut d'études politiques (IEP) de Paris, også kendt som "SciencesPo", er en højere fransk læreanstalt inden for samfundsvidenskab.
48°51′15.02″N 2°19′42.49″Ø / 48.8541722°N 2.3284694°Ø
Siden 1872 har skolen uddannet 32 stats- og regeringsledere, 7 af de sidste 8 franske præsidenter, 3 tidligere direktører af Den Internationale Valutafond og flere ledere af større internationale organisationer så som FN, UNESCO, WTO, EP og ECB. Skolen er også alma mater for talrige franske intellektuelle og kulturelle figurer bl.a. Marcel Proust, René Rémond, Paul Claudel og Raymond Aron.
I 2020 blev skolen rangeret som verdens 2. bedste universitet indenfor "Politics and International Studies".  I 2021 havde SciencesPos bachelorgrad en accepteringsrate på 7%.

## Historie
Universitetet blev grundlagt i Paris i 1871 af Émile Boutmy for at fremme en ny klasse af franske politikere til at lede landet efter det ydmygende nederlag i den Fransk-Prussiske krig. I 1984 blev SciencesPo udnævnt til at være en "grande école", en betegnelse for universiteter i Frankrig kendt for deres selektivitet og krævende studier.
SciencesPo gennemgik mange reformer under ledelse af Richard Descoings (1997-2012). I disse år introducerede skolen et obligatorisk år i udlandet til sin bachelorgrad og begyndte at tilbyde en flersproget læseplan på fransk, engelsk og andre sprog. Det var også i denne periode, at SciencesPo tilføjede sine regionale campusser.
SciencesPo gennemførte desuden reformer i sin optagelsesprocessen. Tidligere havde SciencesPo udelukkende rekrutteret sine studerende på baggrund af en krævende skriftlig eksamenen. Dette system blev kritiseret for at give elever fra prestigefyldte gymnasier eller dem, der havde råd til år lange forberedende kurser, en fordel. I 2001 grundlagde SciencesPo "Equal Opportunity Program" som bredte kravene for optagelsesprocessen ud. Dette program gør det muligt for institutionen at rekruttere studerende fra gymnasier i Frankrig, der på grund af sociale og økonomiske begrænsninger ellers ikke ville have kunne studere ved SciencesPo. Fra 2001 til 2011 steg andelen af stipendiatstuderende på Sciences Po fra 6 procent til 27 procent. 
I 2000 åbnedes den første campus udenfor Paris (i Nancy) denne blev snart fulgt af andre og i 2010 åbnede det 7. og største regionale campus i Reims.

## Uddannelse
SciencesPo tilbyder uddannelse i samfundsvidenskablige fag på bachelor, kandidat og ph.d. niveau. Eleverne på skolen kommer fra hele verden af, og siden 2009 er antallet af internationale ansøgninger tredoblet. I 2018 var de 10 største oprindelseslande for optagede studerende via den internationale optagelsesprocess: USA, Tyskland, Italien, Indien, Kina, Canada, Storbritannien, Brasilien, Mexico og Schweiz.  Elever optaget på bachelorniveau i 2018 kom fra 93 forskellige lande: Europæiske studerende udgjorde 16% af de optagne, efterfulgt af studerende fra Asien (9,3%) og Amerika (6%). 64% af indtaget var franske studerende, der kom fra 1.585 forskellige gymnasier, og størstedelen kom fra regioner uden for Paris. 

### Bachelor
The Sciences Po Undergraduate College tilbyder en treårig bachelor med et tværfagligt fundament i statskundskab, økonomi og humaniora. Alle bachelorstuderende er fordelt udover de syv campuser efter deres regionale specialisering. I Dijon fokuserer studerende på Øst- og centraleuropa, i Le Havre på Asien, i Menton på Mellemøsten, i Nancy på Europa, i Poitiers på Latinamerika, i Reims på Nordamerika og i Paris følger man et generelt program uden specifik specialisering.  På tredje år af bacheloruddannelsen tager studerende et obligatorisk år på et partneruniversitet i udlandet, ofte i den region de specialiserer sig i.
På alle 7 campuser vælger studerende desuden en retning - Politik og Statskundskab, Økonomi og Samfund eller Politiske Humaniora. 
SciencesPo tilbyder desuden dobbelt-bacheloruddannelser med Columbia University, Keio University, University College London, Freie Universität Berlin, University of British Columbia, University of Sydney, National University of Singapore, University of Hong Kong, University of California Berkeley.

### Kandidat
På kandidatniveau tilbyder SciencesPo en- og toårige kandidatuddannelse og ph.d.-uddannelser. Alle kandidatuddannelser foregår på SciencesPo campus i Paris. SciencesPo tilbyder også dobbelt masteruddannelse med internationale partnere. Studerende, der er indskrevet i disse dobbelt-uddannelser, bruger ét år på Sciences Po i Paris og et år på partneruniversitetet. 

### Fakulteter
Skolen har 5 fakulteter:
- Økonomi
- Historie
- Samfundsvidenskab
- Sociologi
- Jura

Universitetet har også et bibliotekssystem, Presses de Sciences-Po, og alliancer med en række uafhængige akademiske institutioner, herunder Columbia University, King's College London, National University of Singapore og Sorbonne Paris Cité alliance.

## Optagelsesprocedure
Optagelsesprocessen til Sciences Po er meget selektiv. Der findes flere procedurer afhængigt af kandidatens baggrund og det pågældende program, som kandidaten søger til:

### Optagelse til bacheloruddannelsen
Optagelsesproceduren for elever der forbereder sig på det franske baccalaureat (en eksamensprøve svarende til en afgangseksamen fra et dansk gymnasie), består af to faser: skriftelige prøver og et optagelsesinterview. Den internationale procedure for kandidater består også af to faser: I første omgang sender kandidaten en ansøgning bestående af karakterbeviser, en anbefaling fra en lærer eller anden person, information om hvad kandidaten laver uden for skolelivet (for eksempel klubber, foreninger m.m) og en motiveret ansøgning. Derefter inviteres kandidaten ind til et optagelsesinterview, hvor kandidaten bliver yderligere vurderet.

### Optagelse til kandidatuddannelser
Optagelsesprocedurerne til kandidatuddannelser på Sciences Po er specifikke til hver overbygning: Sciences Po School of Public Affairs, Sciences Po Paris School of International Affairs, Sciences Po Law School, Sciences Po Urban School, Sciences Po School of Management and Innovation, Sciences Po School of Journalism, Sciences Po Doctoral School. 

## Tidligere elever[14]

### Franske præsidenter
- Alain Poher, 1969
- Georges Pompidou, 1969-1974
- François Mitterrand, 1981-1995
- Jacques Chirac, 1995-2007
- Nicolas Sarkozy, 2007-2012
- François Hollande, 2012-2017
- Emmanuel Macron, fra 2017

### Franske premierministre
- Michel Debré, 1959 – 1962
- Jacques Chaban-Delmas, 1969 – 1972
- Raymond Barre, 1976 – 1981
- Laurent Fabius, 1984 – 1986
- Michel Rocard, 1988 – 1991
- Edouard Balladur, 1993 – 1995
- Alain Juppé, 1995 – 1997
- Lionel Jospin, 1997 – 2002
- Dominique de Villepin, 2005 – 2007
- Edouard Philippe, fra 2017

### Udenlandske politikere
- Paul Biya, Præsident i Cameroun
- Boutros Boutros-Ghali, tidligere generalsekretær i FN
- Bao Dai, den sidste kejser i Nguyen-dynastiet i Vietnam
- Pierre Elliot Trudeau, tidligere premierminister i Canada
- Rainier III af Monaco, Prins af Monaco
- Mohammed Mossadeq , tidligere premierminister i Iran

### Andre
- Jacques Attali, tidligere præsident for den Europæiske Bank for Genopbygning og Udvikling
- Martine Aubry, socialist politiker, borgmester i Lille, tidligere minister for arbejde, sociale forhold og solidaritet (1997-2000)
- Paul Bremer, amerikansk diplomat og leder af genopbygning og humanitær hjælp i Irak efter krigen i 2003
- Christian Dior, modeskaber
- Jack Lang, socialist politiker, tidligere kulturministre
- Bruno Le Maire, minister for økonomi (fra 2017)
- Pierre Moscovici, Europa-Kommissær for økonomisk og finansielle områder (fra 2014), tidligere minister for økonomi, finanser og udenrigshandel (2012-2014)
- Marcel Proust, forfatter
- Dominique Strauss-Kahn, tidligere direktør for Den Internationale Valutafond (IMF).
- Jean-Claude Trichet, tidligere præsident i Den Europæiske Centralbank
- Simone Veil, tidligere minister

## Ekstern henvisning
- Hjemmeside for Sciences Po